# Triatoma gerstaeckeri
Triatoma gerstaeckeri es una especie de la familia de las chinches asesinas (Reduviidae), más específicamente del género Triatoma (chinches besuconas). Es un importante vector de Trypanosoma cruzi, el agente causal de la enfermedad de Chagas.
T. gerstaeckeri habita desde el suroeste de los Estados Unidos (Nuevo México, Texas) hasta el noreste de México. A lo largo de su ciclo de vida hemimetabólico, T. gerstaeckeri pasa por tres etapas: huevo, estadios de ninfa y adulto.

## Características físicas
T. gerstaeckeri alcanza medidas de entre 20 y 30 mm de largo cuando está completamente desarrollado. Es de color completamente negro excepto por sus líneas horizontales amarillas fuera del pronoto. La punta de sus piezas bucales tiene pelos, pero el resto de las piezas bucales no. Presenta también patas largas y estrechas y una cabeza plana. El primer segmento de sus antenas es más corto que el clípeo de la cabeza del insecto. T. gerstaeckeri tiene tubérculos en los costados, mientras que la parte posterior es redonda y muy arrugada. Las alas anteriores que cubren el abdomen son de color negro, y la base de las mismas son naranja amarillento.

## Hábitat

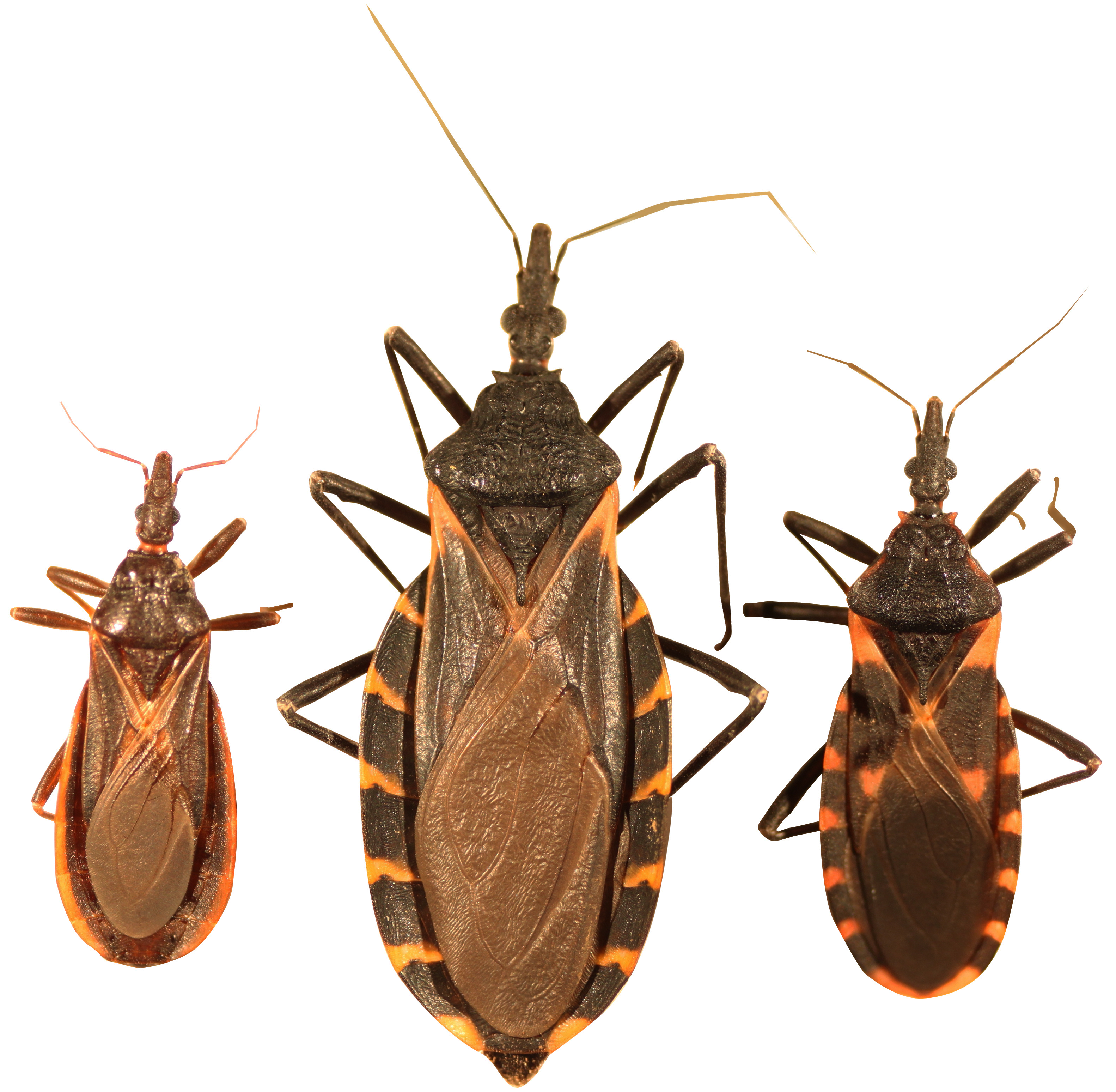
Tres especies de triatominos: Triatoma protracta (izquierda); Triatoma gerstaeckeri (centro); y Triatoma sanguisuga (derecha).

Triatoma gerstaeckeri habita principalmente en ambientes de clima seco, como el norte de México, el sur/centro de Texas y Nuevo México, donde hay mucha vegetación achaparrada. Otras especies de Triatoma se encuentran en todo Estados Unidos. En Texas, el 63% de los T. gerstaeckeri identificados se encontraron cerca de las casas. De 156 especímenes de T. gerstaeckeri analizados para detectar la presencia de Tripanozoma cruzi en Texas, el 55% estaban infectados. Por su parte, en México, el 94% de los T. gerstaeckeri identificados se encontraron cerca de casas. Aunque en otros estudios estos porcentajes, específicamente en Nuevo León eran más bajos.

## Papel en la enfermedad
Triatoma gerstaeckeri es un reservorio del parásito T. cruzi, causante de la enfermedad de Chagas. Esta es una enfermedad muy relevante en el Hemisferio Occidental debido a que cada año se presentan alrededor de 56.000 nuevos casos de esta enfermedad y alrededor de 12.000 muertes anuales causadas por la misma.
Hay que tener en cuenta que todos los artrópodos del género Triatoma que se alimentan de sangre son vectores de T. cruzi, por lo que estos números no son causados únicamente por T. gerstaeckeri . La enfermedad de Chagas se transmite cuando un triatomino infectado defeca sobre o cerca de un huésped, lo que hace que el parásito ingrese al cuerpo del huésped, generalmente a través del sitio de una herida. Por lo general, así es como se transmite el T. cruzi, pero también puede ocurrir durante la transfusión de sangre, la donación de órganos o el consumo de alimentos o bebidas contaminados. Es importante resaltar que el T. cruzi no se transmite directamente por la picadura de las especies hospedadoras.  Los huéspedes animales más comunes de T. gerstaeckeri son algunos roedores, pero también son comunes los mapaches, las zarigüeyas, los humanos y los perros. No existe una vacuna para la enfermedad de Chagas, por lo que para disminuir la prevalencia de la enfermedad, se debe limitar la propagación de T. gerstaeckeri y otros insectos triatominos.

## Desarrollo y ciclo de vida
Triatoma gerstaeckeri sufre una metamorfosis gradual (desarrollo paurometabólico), lo que significa que hay tres etapas en su ciclo de vida: huevo, ninfa y adulto. Este ciclo de vida tarda entre nueve a catorce meses. El ciclo comienza cuando la hembra pone huevos. Los huevos de T. gerstaeckeri son blancos cuando se ponen, pero se vuelven de color rosa claro poco después. El rango de peso de los huevos es de 0,832 miligramos a 1,125 mg. La hembra de T. gerstaeckeri pone más huevos cuando hay cambios de temperatura, pero un mayor porcentaje de huevos eclosiona si hay una temperatura constante. Las hembras ponen huevos durante toda su vida. Luego, T. gerstaeckeri pasa por una serie de mudas. Cinco de estas subetapas en el ciclo de vida de T. gerstaeckeri se llaman estadios ninfales. El tiempo de desarrollo para todas las etapas es mayor cuando bajan las temperaturas. El tiempo promedio de desarrollo del huevo hasta el quinto estadio para T. gerstaeckeri a 27 grados centígrados es de 213,9 días; con el rango de temperatura de 18 a 30 grados centígrados estas mismas etapas tardaron un promedio de 361,9 días en desarrollarse. El mayor porcentaje de ninfas mudaron cuando sus comidas de sangre fueron de mamíferos, particularmente ardillas. El aumento de peso porcentual de T. gerstaeckeri debido a la alimentación con sangre es más alto durante el primer estadio. Luego, T. gerstaeckeri se convierte en adulto y los individuos se aparean y reproducen para comenzar el ciclo nuevamente.